# Za vse generacije
Za vse generacije je drugi studijski album skupine Kameleoni. Album je bil posnet ob 30-letnici nastanka skupine aprila in maja 1995 v Studiu JORK v Dekanih in izdan istega leta pri založbi Helidon. Album vsebuje štirinajst novih avtorskih skladb.

## Seznam skladb
| Št. | Naslov                                                | Dolžina |
| --- | ----------------------------------------------------- | ------- |
| 1.  | „Gremo generacija‟ (Danilo Kocjančič)                 | 4:18    |
| 2.  | „Ko bom jaz odšel‟ (Kocjančič)                        | 4:09    |
| 3.  | „Kdo si ti‟ (Marjan Malikovič, Tulio Furlanič)        | 4:00    |
| 4.  | „Znana zgodba‟ (Malikovič, Vanja Valič, Jadran Ogrin) | 3:37    |
| 5.  | „Smisel življenja‟ (Valič, Ogrin)                     | 3:19    |
| 6.  | „Žarek skozi meglo dneva‟ (Kocjančič, Valič)          | 4:47    |
| 7.  | „Zamolčane misli‟ (Valič, Ogrin)                      | 4:08    |
| 8.  | „Sonce me ubija‟ (Malikovič, Valič)                   | 3:11    |
| 9.  | „Čakam in čakam‟ (Ogrin, Valič)                       | 4:11    |
| 10. | „Nedosegljiva‟ (Kocjančič, Furlanič)                  | 4:36    |
| 11. | „Vreden sem te‟ (Ogrin, Valič)                        | 3:53    |
| 12. | „Kje so ti časi‟ (Ogrin, Furlanič)                    | 4:13    |
| 13. | „Mogoče je to pomlad‟ (Kocjančič, Furlanič)           | 3:51    |
| 14. | „Jaz sem za tebe tu‟ (Ogrin, Furlanič)                | 3:53    |

## Zasedba
Kameleoni
- Danilo Kocjančič – kitara, vokal
- Marjan Malikovič – solo kitara, vokal
- Tulio Furlanič – bobni, vokal
- Jadran Ogrin – bas, vokal
- Vanja Valič – Hammond orgle, vokal

Glasbeni gostje
- Giulio Roselli - bobni
- Andrea Alione - akustična kitara
- Marino Legovič - klaviature
- Roky Petkovič - električna kitara